# علي وليامز
علي وليامز (بالإنجليزية: Ali Williams)‏ هو لاعب اتحاد الرغبي نيوزلندي، ولد في 30 أبريل 1981 في أوكلاند في نيوزيلندا.

## وصلات خارجية
- علي وليامز عل موقع إسبنسكروم (الإنجليزية)
- علي وليامز على موقع ItsRugby.co.uk (الإنجليزية)